# Rattan Bai
Rattan Bai (ur. 15 lipca 1890, zm. 1 stycznia 1986) – indyjska aktorka i śpiewaczka.

## Życiorys
Jako śpiewaczka pisała i komponowała bhadźany. Opublikowała ich teksty, by rozpowszechniać je wśród przyjaciół. Wspólnie śpiewali je podczas obchodów Mahaśiwaratri w domu Rattan Bai w Chembur.
W przemyśle filmowym zadebiutowała po 40 roku życia. Doświadczenie śpiewacze przysłużyło się jej karierze aktorskiej. Występowała w latach 1935–1938. Zagrała m.in. w filmach Yahoodi ki Ladki (1933) i Karwan-E-Hayat (1935). 
Wyszła za mąż za Prabhakara Shilotri, starszego o 16 lat założyciela banku w Maharasztrze. Była matką aktorki Shobhny Samarth, babcią aktorek Nutan i Tanuji, prababką aktorek Kajol i Tanishy oraz aktora Mohnisha Bahla.